# Joutseno

Wappen der ehemaligen Gemeinde Joutseno

Joutseno [ˈjɔu̯tsɛnɔ] ist eine ehemalige Stadt in Südkarelien im Südosten Finnlands mit knapp 11.000 Einwohnern. Zum Jahresbeginn 2009 wurde sie in Lappeenranta eingemeindet.
Die Entfernung nach Helsinki im Westen, wie auch die nach Sankt Petersburg im Osten, beträgt ungefähr 250 Kilometer. Joutseno liegt auf 73 m. ü. M.
Bereits vor 6000 Jahren wurde dieses Gebiet am südlichen Rand des Saimaasees besiedelt. 1639 wurde es zur unabhängigen Gemeinde, ab 2005 durfte es sich Stadt nennen. Vor der Eingemeindung nach Lappeenranta war das Gemeindegebiet 498,4 km² groß (davon Land: 310,7 km²). Bei einer Bevölkerungszahl von 10.890 am 31. Juli 2006 ergab dies eine Bevölkerungsdichte von 35,0 Einwohnern je km². Auf einer Strecke von 9 km grenzte das Gemeindegebiet von Joutseno an Russland.

Lage von Joutseno in Finnland

Joutseno ist bekannt für seine Papier-, Sägewerk-, Chemie-, Plastik- und Stahlindustrie, deren Produkte weltweit exportiert werden.
Die Stadt liegt an der Staatsstraße 6, mit der man von Helsinki aus 3 Stunden benötigt, genauso lang wie auch mit dem Zug. Außerdem ist Joutseno über den Seeweg erreichbar. Der nächste Flughafen ist der ca. 20 Minuten entfernte Flughafen Lappeenranta.

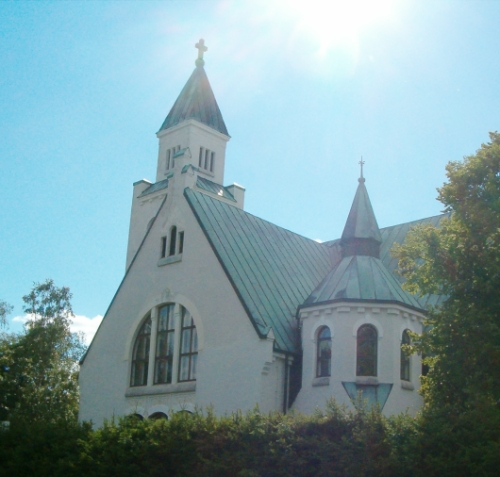
Die Kirche von Joutseno

Im Sommer sind die Hauptsehenswürdigkeiten das lokale historische Museum, die Kirche und das südkarelische Motormuseum. Familien bietet diese naturnahe Gebiet neben den 260 Kilometern Strand den heimischen Tierpark der Korpikeidas, in dem man ganzjährig auch fischen kann.
Im Winter bieten die Skipisten des Myllymäki alle Möglichkeiten für verschiedenste sportliche Aktivitäten.

## Söhne und Töchter der Stadt
- Ville Kantee, ehemaliger finnischer Skispringer
- Paavo Korhonen, finnischer Skisportler der Nordischen Kombination